# You Can't Do That on Stage Anymore, Vol. 2
You Can't Do That on Stage Anymore, Vol. 2 è un album live di Frank Zappa, pubblicato nel 1988.

## Tracce

### Disco uno
1. Tush Tush Tush (A Token of My Extreme) - 2:48
2. Stinkfoot - 4:18
3. Inca Roads - 10:54
4. RDNZL - 8:43
5. Village of the Sun - 4:33
6. Echidna's Arf (Of You) - 3:30
7. Don't You Ever Wash That Thing? - 4:56
8. Pygmy Twylyte - 8:22
9. Room Service - 6:22
10. The Idiot Bastard Son - 2:39
11. Cheepnis - 4:29

### Disco due
1. Approximate - 8:11
2. Dupree's Paradise - 23:59
3. Satumaa (Finnish Tango) - 3:51 - (Mononen)
4. T'Mershi Duween  - 1:31
5. The Dog Breath Variations - 1:38
6. Uncle Meat  - 2:28
7. Building a Girl - 1:00
8. Montana (Whipping Floss) - 10:15
9. Big Swifty - 2:17